# جمعية مرشدات كولومبيا
فتيات كشافة كولومبيا هي المنظمة الارشادية الوطنية في كولومبيا. تأسست المنظمة في عام 1936، وأصبحت عضوا كامل العضوية في الرابطة العالمية للمرشدات وفتيات الكشافة في عام 1954. المنظمة للفتيات فقط وتضم 139 عضوة (اعتبارا من عام 2015).